# Rhetus dysonii
Rhetus dysonii är en fjärilsart som beskrevs av Saunders 1849. Rhetus dysonii ingår i släktet Rhetus och familjen Riodinidae. Inga underarter finns listade.